# 호쿠리쿠 은행
호쿠리쿠 은행(北陸銀行 호쿠리쿠긴코[*])은 일본의 지방은행이다. 호쿠리쿠 3현 (도야마현, 이시카와현, 후쿠이현)과 홋카이도을 주된 영업 지역으로 하고 있다.